# Hoàng thảo đốm đỏ
Hoàng thảo đốm đỏ hay bạch hỏa hoàng, thạch hộc lùn, tiểu mĩ thạch hộc (danh pháp hai phần: Dendrobium bellatulum) là một loài lan trong chi Lan hoàng thảo.
Cây phân bố ở Ấn Độ, Thái Lan, Lào, Trung Quốc, Myanma, Việt Nam (các tỉnh: Kon Tum, Lâm Đồng).